# Démographie de la Savoie
La démographie de la Savoie correspond à l'analyse quantitative et qualitative de la population du territoire du département français de la Savoie en région Auvergne-Rhône-Alpes.
Avec ses 445 288 habitants en 2022, le département français de la Savoie se situe en 55e position sur le plan national.
En six ans, de 2015 à 2021, sa population s'est accrue de près de 14 300 unités, c'est-à-dire de plus ou moins 2 400 personnes par an. Mais cette variation est différenciée selon les 273 communes que comporte le département.
La densité de population de la Savoie, 73,9 habitants par kilomètre carré en 2022, est inférieure à celle de la France entière qui est de 107,1 hab./km2 pour la même année. Ceci s'explique par la présence des zones de montagne sur 89 % du territoire, des zones peu favorables au développement d'aires d'attraction peuplées, pour divers motifs à la fois d'ordre pratique mais aussi de préservation de la biodiversité de montagne (le département possédant, par exemple, deux parcs naturels régionaux et un parc national, lesquels influent sur le développement urbain).

## Caractéristiques générales

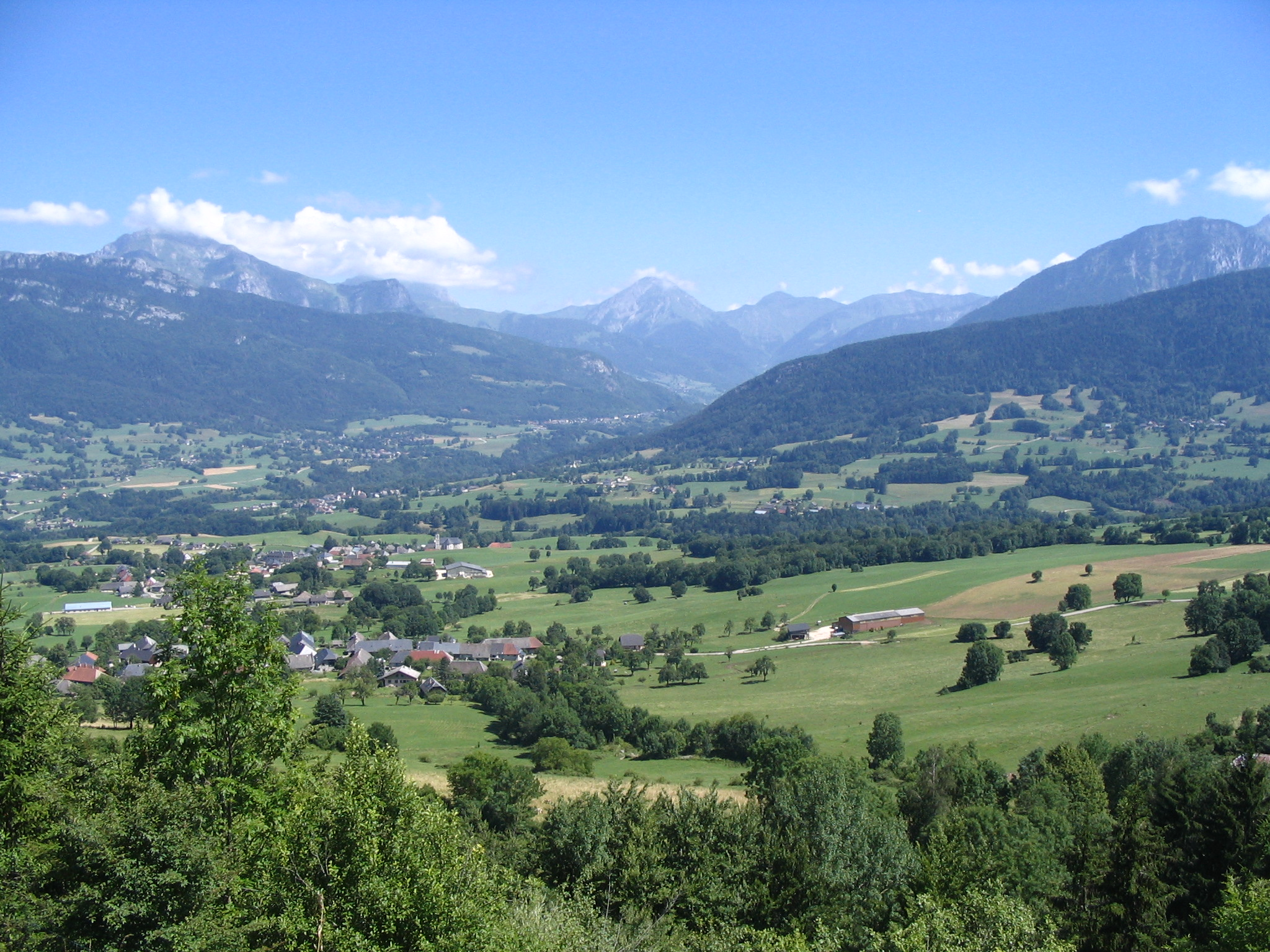
Paysage de Savoie: le massif des Bauges, zone de moyenne montagne peu urbanisée et faiblement peuplée.

Le département de la Savoie est en France un département modérément peuplé. Avec une population municipale, c'est-à-dire comprenant les personnes ayant leur résidence habituelle dans le département, de 445 288 habitants recensés en 2022, la Savoie se situe en population croissante au 46e rang des 101 départements français et compte même moins d'habitants que la seule ville de Lyon et ses 526 912 habitants en 2022. Le département apparait également parmi ceux détenant une densité de population relativement faible, du fait notamment de sa superficie importante. Ainsi, avec ses 6 028 km2 de superficie de terres émergées, la densité de la Savoie s'établit alors à 73,87 habitants par km2.
La Savoie ne possède pas de villes de plus de 100 000 habitants. La commune la plus peuplée est Chambéry, chef-lieu du département et capitale historique du duché de Savoie, avec 60 251 habitants en 2022, par ailleurs la seule commune de plus de 50 000 habitants du département. Elle est suivie par Aix-les-Bains avec 32 175 habitants, Albertville avec 19 706 habitants, et La Motte-Servolex avec 12 167 habitants. La grande majorité des communes sont enfin relativement peu peuplées puisqu'en 2022, la Savoie compte 87 communes de 1 000 habitants et plus, soit moins d'un tiers des 273 communes que compte le département à cette période.
Aussi, hormis les quelques aires urbaines que compte le département (l'aire urbaine de Chambéry, l'aire urbaine d'Albertville, l'aire urbaine de Saint-Jean-de-Maurienne et l'aire urbaine d'Ugine), qui couvrent environ 20 % du territoire savoyard et 66,3 % de la population en 2009, le restant du département, soit près de 5 000 km2, peut donc être considéré comme non urbanisé.
Enfin, le département compte une seule unité urbaine qu'est l'unité urbaine de Chambéry, regroupant 35 communes dont Chambéry et Aix-les-Bains et comptant 174 833 habitants en 2010. Près de la moitié de la population du département de la Savoie est donc située dans cette unité urbaine s'étendant dans la cluse de Chambéry, de la Combe de Savoie au lac du Bourget.

## Évolution de la population

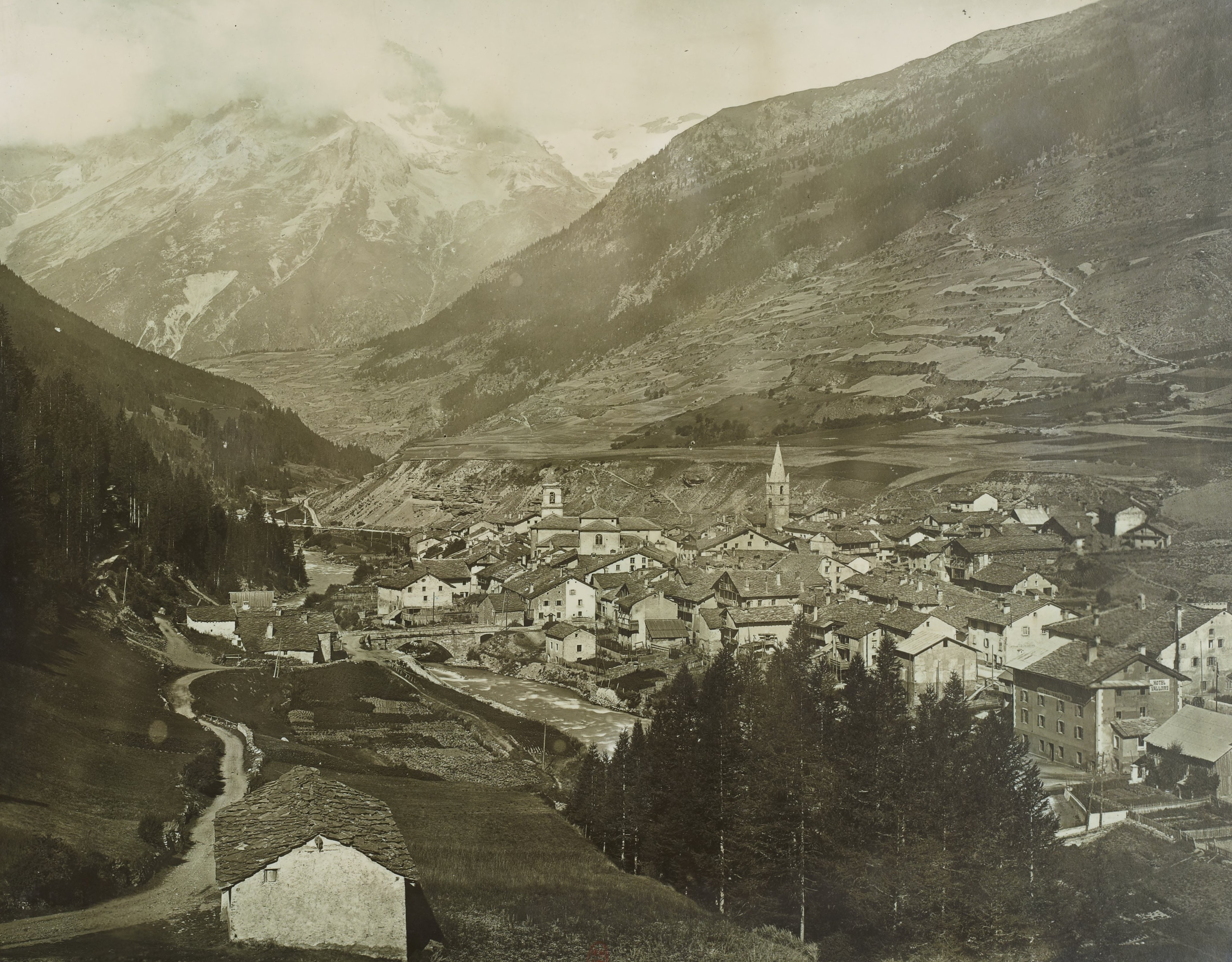
Vue du village de Lanslebourg en haute-Maurienne, dans les années 1910.

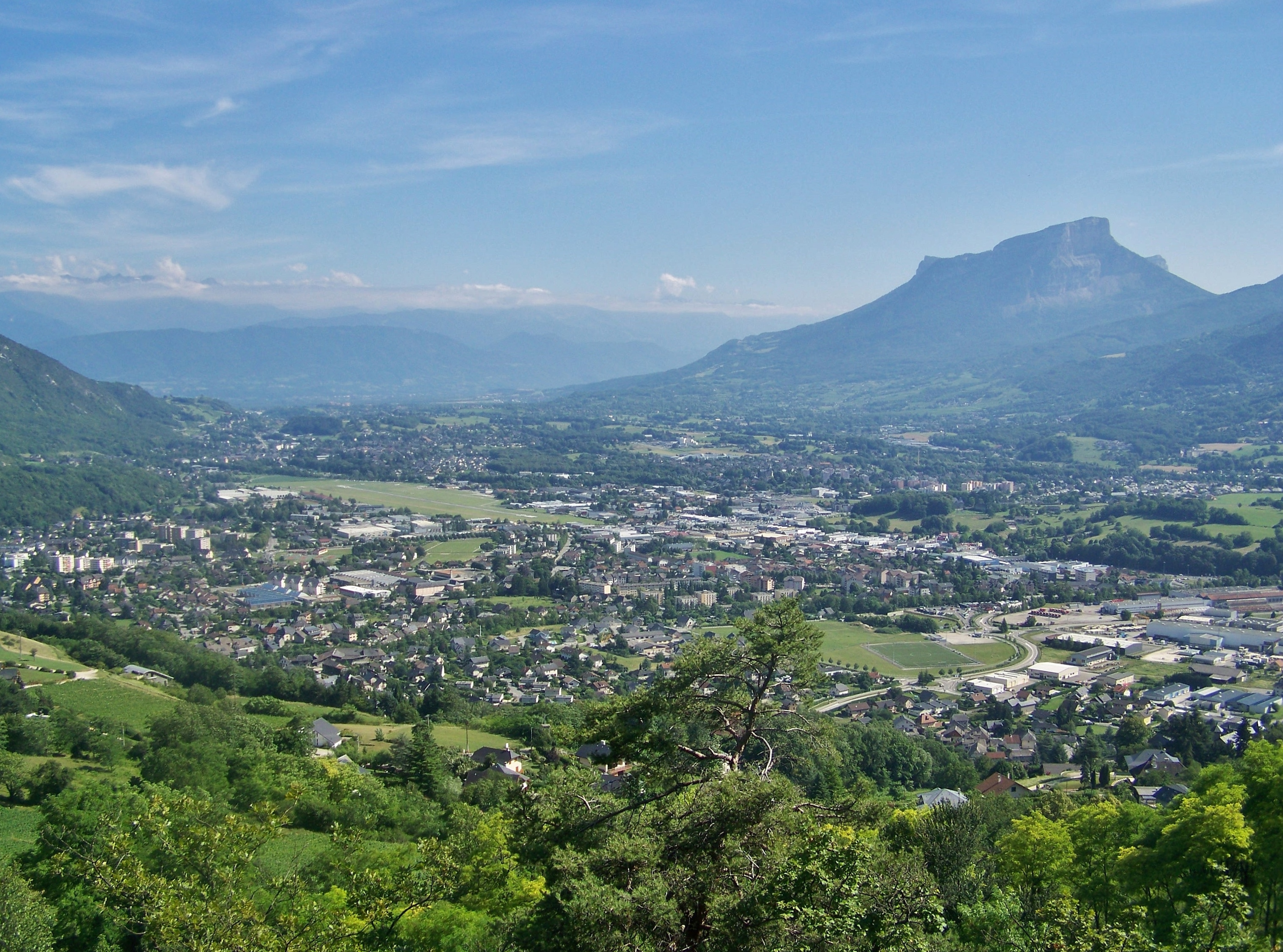
La densité de population a le plus progressé entre 1999 et 2006 à l'ouest du département, comme ici au sud de la cluse de Chambéry et dans la Combe de Savoie qui débute en arrière-plan.

### Historique
Le département de la Savoie a connu une augmentation conséquente de sa population au cours des dernières années. En 1990, le département comptait 348 300 habitants, passant à 373 400 en 1999 (soit en augmentation de 7,21 %) et à 403 100 habitants en 2006 (soit près de + 8 %). C'est cette même année que le département a par ailleurs franchi la barre des 400 000 habitants. Au total, le taux d'évolution annuel entre 1999 et 2006 s'est établi pour la Savoie à 1,1 %, une hausse par ailleurs supérieure à la moyenne de la région Rhône-Alpes (+ 0,9 %). Cette évolution est due pour 0,4 % au solde naturel positif, et pour 0,7 % au solde migratoire lui aussi positif et supérieur à la moyenne régionale sur la période (+ 0,4 %). À cet égard, la Savoie est donc considérée comme un département relativement attractif.
Selon l'Insee, les augmentations de population sont relativement bien réparties sur l'ensemble du département : aussi entre 1999 et 2006, tous les cantons et 90 % des communes ont vu leur population augmenter. Toutefois, prise en considération l’évolution de la densité de population, l'ouest du département et en particulier la Combe de Savoie et la région d'Albertville, progresse plus vite que l’est où se trouvent les hautes montagnes.
Parmi les principales villes, Chambéry, Aix-les-Bains et Albertville voient elles aussi leur population augmenter d'environ 0,5 à 0,9 % par an. Mais les communes du département ayant connu les plus fortes augmentations depuis les années 1990 sont Bourg-Saint-Maurice dans la vallée de la Tarentaise avec 1,8 % chaque année, ainsi que Saint-Alban-Leysse et La Motte-Servolex dans l'agglomération de Chambéry, avec 1 % d'augmentation annuelle pour chacune. À l'inverse, la commune de taille moyenne à avoir vu sa population diminuer sur cette période est Saint-Jean-de-Maurienne dans la vallée de la Maurienne, avec une diminution de 0,4 % par an.
En raison de son rattachement tardif à la France, en 1860, la démographie du département (qui n'existe pas encore dans ses limites actuelles) est moins connue avant cette période.
En 2022, le département comptait 445 288 habitants, en évolution de +3,63 % par rapport à 2016 (France hors Mayotte : +2,11 %).
| 1861    | 1866    | 1872    | 1876    | 1881    | 1886    | 1891    | 1896    | 1901    |
| ------- | ------- | ------- | ------- | ------- | ------- | ------- | ------- | ------- |
| 275 039 | 271 663 | 267 958 | 268 361 | 266 438 | 267 428 | 263 297 | 259 790 | 254 781 |

| 1906    | 1911    | 1921    | 1926    | 1931    | 1936    | 1946    | 1954    | 1962    |
| ------- | ------- | ------- | ------- | ------- | ------- | ------- | ------- | ------- |
| 253 297 | 247 890 | 225 034 | 231 210 | 235 544 | 239 115 | 235 965 | 252 192 | 266 678 |

| 1968    | 1975    | 1982    | 1990    | 1999    | 2006    | 2011    | 2016    | 2021    |
| ------- | ------- | ------- | ------- | ------- | ------- | ------- | ------- | ------- |
| 288 921 | 292 118 | 323 675 | 348 261 | 373 258 | 403 090 | 418 949 | 429 681 | 442 468 |

| 2022    | - | - | - | - | - | - | - | - |
| ------- | - | - | - | - | - | - | - | - |
| 445 288 | - | - | - | - | - | - | - | - |

### Prévisions
En ce qui concerne l'évolution de la population à venir, l'Insee estimait dans sa Lettre de mai 2007 que la Savoie compterait 452 000 habitants en 2020, soit une augmentation de plus de 50 000 personnes en comparaison avec la population de l’année 2005. Si l'on maintient cette prévision, la hausse par rapport à 2010 serait de plus de 37 000 habitants, soit environ 9 % d'augmentation en 10 ans.
|                                         | Population de la Savoie | Population de la Savoie | Population de la Savoie | Population de la Savoie | Population de la Savoie | Évolution 2006-2031 | Évolution 2006-2031 |
| Bassins                                 | 1990                    | 1999                    | 2006                    | 2021                    | 2031                    | Nombre              | %                   |
| --------------------------------------- | ----------------------- | ----------------------- | ----------------------- | ----------------------- | ----------------------- | ------------------- | ------------------- |
| Chambéry                                | 106 700                 | 115 300                 | 121 100                 | 132 500                 | 139 500                 | 18 400              | 15                  |
| Aix-les-Bains                           | 55 600                  | 62 800                  | 69 900                  | 81 900                  | 88 600                  | 18 700              | 27                  |
| Avant-pays + Combe de Savoie            | 47 500                  | 52 200                  | 59 200                  | 72 800                  | 80 300                  | 21 100              | 36                  |
| Tarentaise                              | 45 200                  | 47 900                  | 51 600                  | 54 300                  | 56 000                  | 4 400               | 9                   |
| Albertville - Ugine                     | 52 100                  | 53 500                  | 57 200                  | 63 700                  | 67 300                  | 10 100              | 18                  |
| Maurienne                               | 41 200                  | 41 600                  | 44 000                  | 48 800                  | 51 300                  | 7 300               | 16                  |
| Ensemble de la Savoie                   | 348 300                 | 373 300                 | 403 100                 | 454 000                 | 483 000                 | 79 900              | 20                  |
| Sources des données : Insee Rhône-Alpes |                         |                         |                         |                         |                         |                     |                     |

## Répartition de la population

### Répartition spatiale

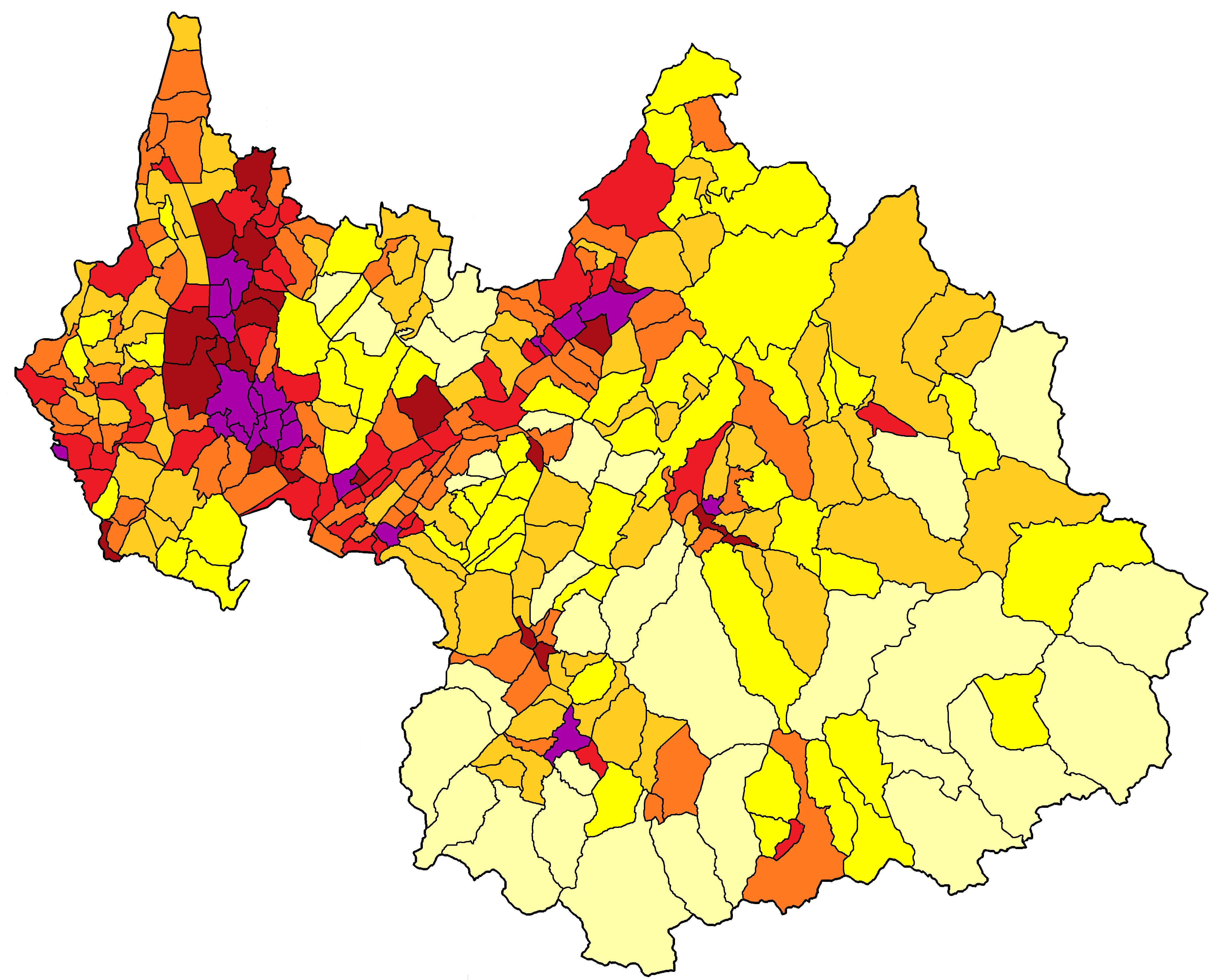
Densité de population en Savoie (2009) :
Moins de 10 habitants par km²
Moins de 25 habitants par km²
Moins de 50 habitants par km²
Moins de 100 habitants par km²
Moins de 200 habitants par km²
Moins de 500 habitants par km²
Plus de 500 habitants par km²

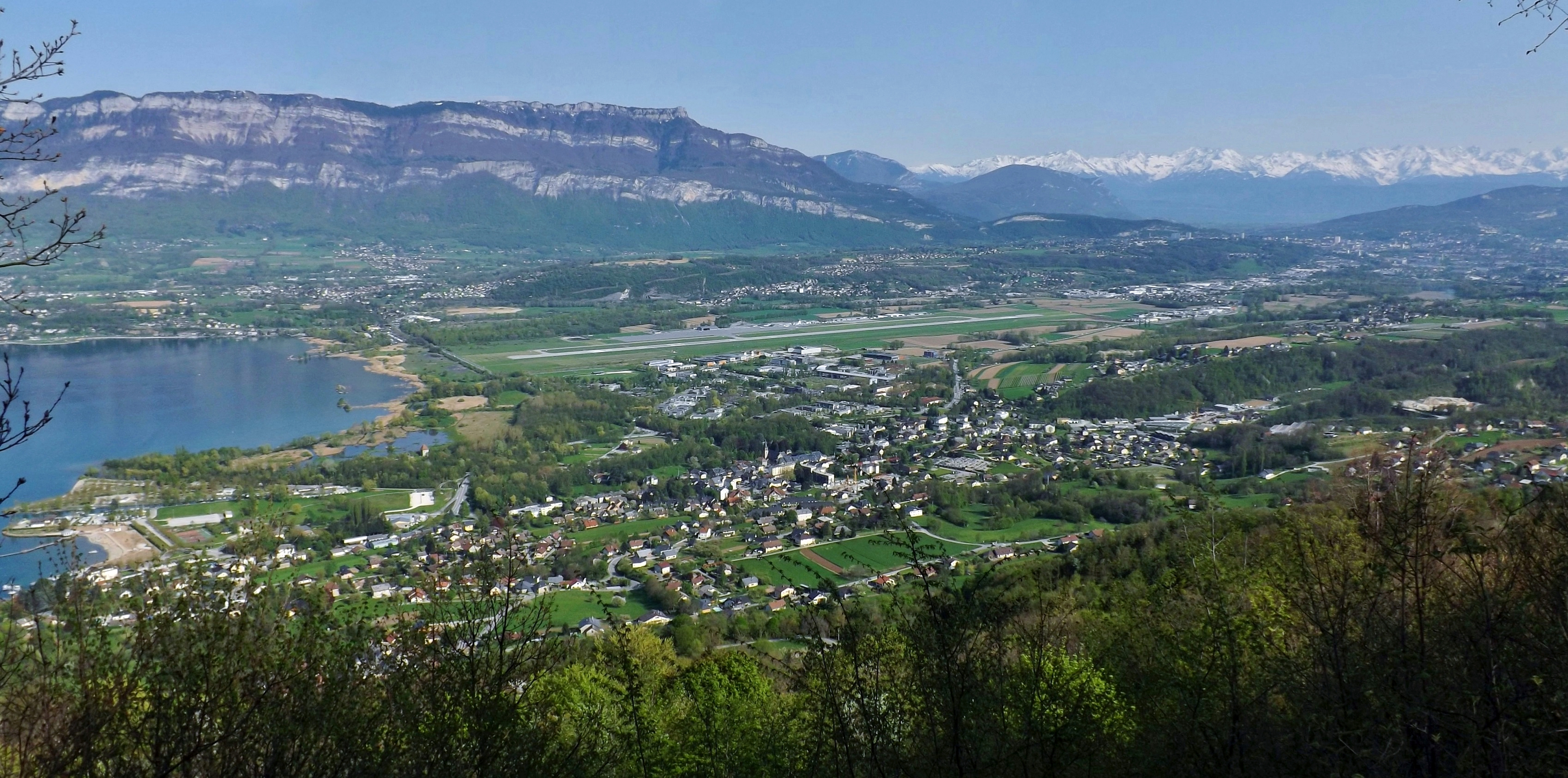
Vue du nord de la cluse de Chambéry avec le Bourget-du-Lac au premier-plan. L'aire urbaine correspondante regroupe la moitié de la population départementale.

La répartition géographique en Savoie peut être décrite simplement en séparant l'ouest de l'est du département, le premier étant le plus peuplé notamment dans la cluse de Chambéry intégrant Aix-les-Bains, le second étant le moins peuplé notamment en haute montagne dans ce qui constitue le parc national de la Vanoise.
Cette représentation « simple » est tout de même à nuancer dans la mesure où des territoires comme l'Avant-Pays savoyard, la Chautagne ou ceux situés dans les massifs de la Chartreuse et des Bauges, qui peuvent être considérés comme étant situé à l'ouest du département, sont modérément voire faiblement peuplés par rapport à leur superficie. Pour l’Avant-pays savoyard par exemple, territoire de 434 km2 situé entre la limite est du département et Chambéry, comptait 26 570 habitants en 2006, soit 61 habitants par km², une densité de population inférieure à la densité moyenne du département de 69 hab./km2.
Pour autant, c'est moins « l'ouest » du département qui concentre une forte proportion de la population, mais plus précisément la cluse de Chambéry s'étendant de la Combe de Savoie au lac du Bourget. Ce territoire, long d'une trentaine de kilomètres et appartenant à l'aire urbaine de Chambéry, recense en effet à lui seul 210 130 habitants en 2009, soit plus de la moitié de la population du département cette même année (51 %). D'une superficie de 801 km2, sa densité n'est donc pas loin du quadruple de la densité moyenne du département, avec 262,3 habitants par km². Néanmoins cette aire urbaine inclut également une douzaine de communes situées dans l’Avant-pays savoyard puisque l'aire urbaine prend notamment en compte les déplacements domicile/travail, considérés importants entre Chambéry et ces communes.
Pour ne s'en tenir spécifiquement à la continuité urbaine de la cluse de Chambéry et Aix-les-Bains, il faut retenir l'unité urbaine de Chambéry, qui regroupe 35 communes et qui s'étend sur 320,60 km2. Elle compte 174 833 habitants en 2010, soit 42 % de la population et une densité de 545 habitants par km². Si l’on réduit encore la superficie, l'agglomération de Chambéry métropole (24 communes) s'étend sur 263,6 km2 et compte 127 120 habitants en 2010, soit 30,6 % de la population du département et une densité de 482 habitants par km². La commune de Chambéry seule, de 21 km2 et de 57 342 habitants en 2010, compte 13,8 % de la population et une densité de 2 732 habitants par km².
À cet égard, le département de la Savoie présente certaines caractéristiques de macrocéphalie urbaine locale, avec notamment une forte concentration de la population, du tissu urbain et des activités dans la région de Chambéry.
| Aire urbaine de Chambéry    | 801 km2   | 210 130 (2009) | 262 hab./km²   | 51 %   |
| Unité urbaine de Chambéry   | 320,6 km2 | 174 833 (2010) | 545 hab./km²   | 42 %   |
| Chambéry métropole          | 263,6 km2 | 127 120 (2010) | 482 hab./km²   | 30,6 % |
| Chambéry                    | 21 km2    | 57 342 (2010)  | 2 732 hab./km² | 13,8 % |
| Sources des données : Insee |           |                |                |        |

### Habitat des ménages
En 2010, selon l'Insee, le nombre total de ménages savoyards est de 178 805. Le département compte une majorité de ménages composés d'une seule personne, parmi lesquelles 19 % de femmes et 15 % d'hommes vivant seuls. Ce niveau est légèrement plus élevé en Savoie qu'en moyenne en France, au contraire du niveau des ménages de plus de cinq personnes, moins important dans le département. La part de ménages de deux, trois ou quatre personnes sont pour leur part quasiment dans la moyenne française, même si un tout petit peu plus élevée.
Voici ci-dessous les données en pourcentages de la répartition de ces ménages par rapport au nombre total de ménages :
| Savoie                           | 34,4 % | 33,0 % | 27,1 % | 5,4 % |
| Moyenne Nationale                | 33,8 % | 32,9 % | 26,9 % | 6,4 % |
| Sources des données : Insee 2010 |        |        |        |       |

## Natalité, mortalité et espérance de vie

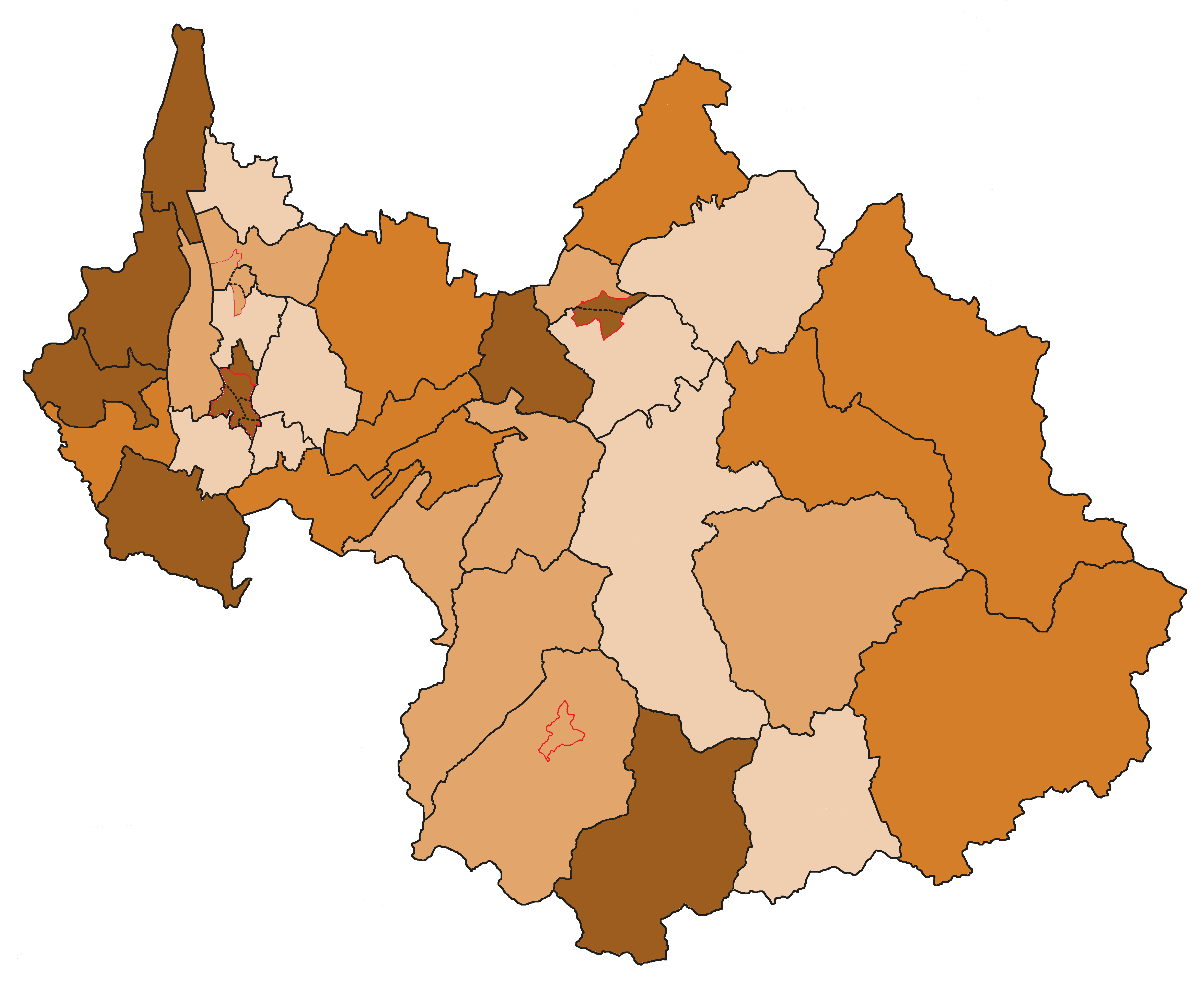
Taux de natalité par canton en 2011 (+ Chambéry, Aix-les-Bains et Albertville).
De 8,1 ‰ à 10,6 ‰
De 10,7 ‰ à 11,6 ‰
De 11,7 ‰ à 13,0 ‰
De 13,1 ‰ à 15,3 ‰ à Chambéry

### Natalité
En 2011, la Savoie a compté 4 917 naissances, soit un taux de natalité de 11,7 naissances pour 1 000 habitants. Ce taux est inférieur au taux de natalité moyen en France métropolitaine de 12,5 ‰ sur cette même année.
Toujours en 2011, 13 communes n'ont connu aucune naissance et 25 autres en ont connue une seule. À l'inverse, la commune ayant enregistré le plus fort taux de natalité est La Chapelle-du-Mont-du-Chat, avec 13 naissances pour 251 habitants, soit un taux de 51,8 ‰. Au niveau des cantons, les taux de natalité vont de 8,1 ‰ pour le canton de Saint-Alban-Leysse à 14,5 ‰ pour le canton de Saint-Michel-de-Maurienne, sans tenir compte des cantons prenant en compte les communes de Chambéry, Aix-les-Bains et Albertville (représentées par plus d'un canton).
Parmi ces naissances, 57,7 % étaient hors mariage (55,8 % en France métropolitaine) et l’âge moyen des mères était alors de 29,9 ans (30 ans en France).

### Mortalité
En 2011, la Savoie a enregistré 3 272 décès, soit un taux de mortalité de 7,8 pour 1 000 habitants. Comme pour la natalité, ce taux est moindre que celui de 8,4 pour mille de France métropolitaine, toutefois, comme en France, la mortalité masculine est plus importante en Savoie, avec 8,1 ‰ pour les hommes et 7,5 ‰ pour les femmes (8,9 ‰ et 8,0 ‰ en métropole).
La mortalité infantile était pour sa part de 2,6 enfants de moins d'un an pour 1 000 enfants nés vivants en 2009, 2010 et 2011, un taux moins important qu'en France métropolitaine (de 3,4 ‰).

### Accroissement naturel
De fait, l'accroissement naturel (ou solde naturel) de la Savoie en 2011 est positif de 3,9 ‰. Mais le solde migratoire est plus important encore, de 7 ‰. L'accroissement de la population savoyarde entre 1999 et 2006 était donc de 1,1 %, partagé entre 0,4 % de solde naturel et 0,7 % de solde migratoire.

### Espérance de vie
L'espérance de vie à la naissance était estimée par l'Insee en Savoie en 2011 à 79,6 ans pour les hommes et à 85,5 ans pour les femmes, en progression par rapport à 2004 (espérance alors respectivement de 77,8 et 84,1 ans). L'espérance de vie à 60 ans était pour sa part établie en 2011 à 23,3 et 27,4 ans (21,7 et 26,5 ans en 2004).
Dans chaque cas, en 2011, l’espérance de vie est légèrement plus élevée en Savoie qu'en France, avec 78,4 ans pour les hommes et 83,7 ans pour les femmes à la naissance, et 22,7 ans et 27,2 à 60 ans. Celle-ci est néanmoins légèrement inférieure à celle de la région Rhône-Alpes, avec respectivement 79,7 et 85,7 ans à la naissance, et 23,3 et 27,7 ans à 60 ans.
Selon un classement issu de données de 2009, la Savoie se classe à la 19e position des départements, avec une espérance de vie moyenne de 81,8 ans.

## Population par divisions administratives

### Arrondissements
Le département de la Savoie comporte trois arrondissements. La population se concentre principalement sur l'arrondissement de Chambéry, qui recense 65 % de la population totale du département en 2022, avec une densité de 183,1 hab./km2, contre 25 % pour l'arrondissement d'Albertville et 10 % pour celui de Saint-Jean-de-Maurienne.
| Arrondissement          | Population(2022) | Variation(2022/2016)                       | Superficie(km2) | Densité(hab./km2) |
| ----------------------- | ---------------- | ------------------------------------------ | --------------- | ----------------- |
| Chambéry                | 290 377          | en évolution de +5,65 % par rapport à 2016 | 1 586,1         | 183,1             |
| Albertville             | 112 282          | en évolution de +0,48 % par rapport à 2016 | 2 466,1         | 45,5              |
| Saint-Jean-de-Maurienne | 42 629           | en évolution de −1,07 % par rapport à 2016 | 1 976           | 21,6              |
| Source : Insee.         |                  |                                            |                 |                   |

### Communes de plus de5 000 habitants

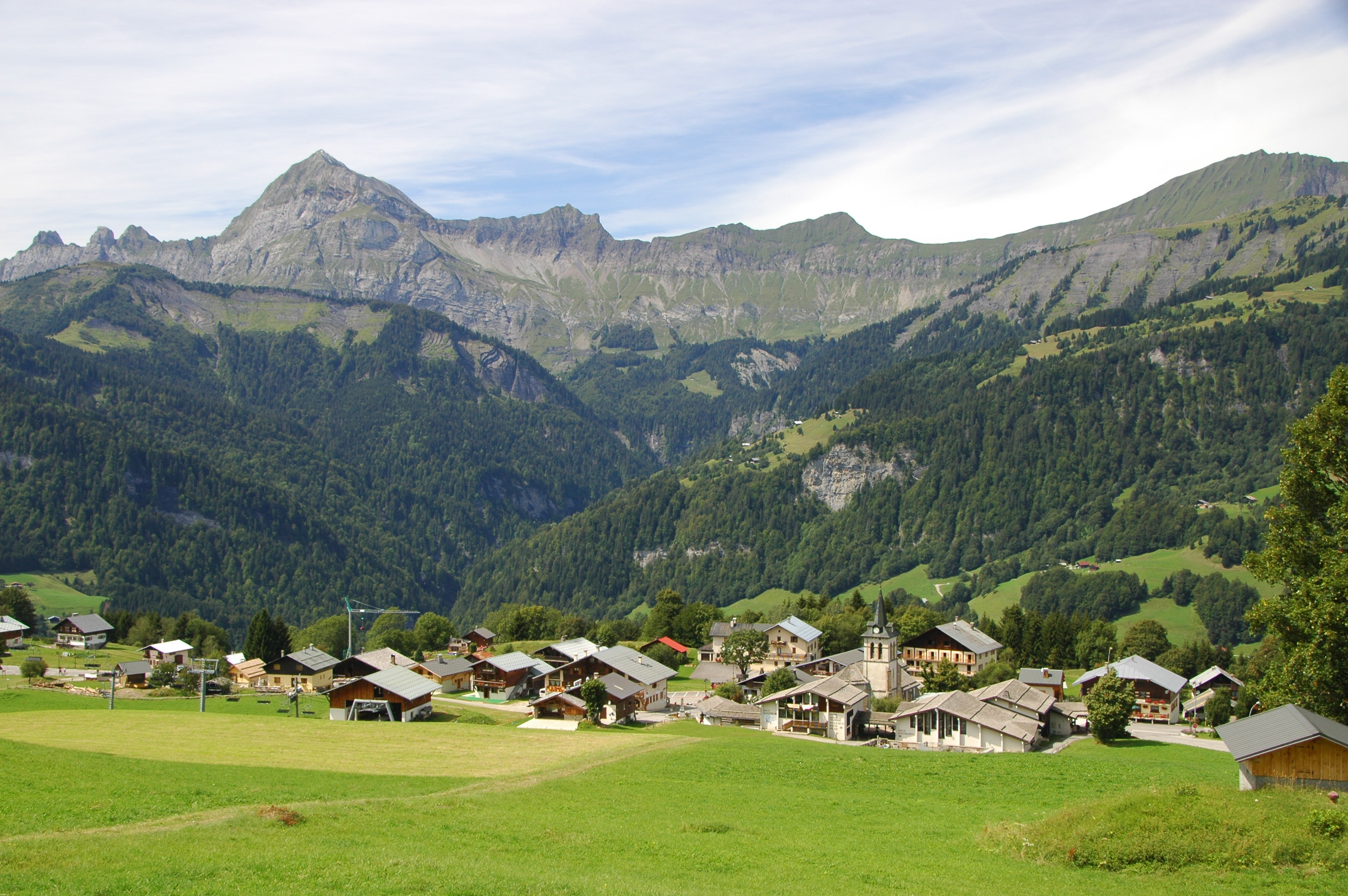
Près de la moitié des communes de la Savoie comptent moins de 500 habitants annuels, comme Crest-Voland.

Sur les 273 communes que comprend le département de la Savoie, 54 ont en 2021 une population municipale supérieure à 2 000 habitants, quatorze ont plus de 5 000 habitants et quatre ont plus de 10 000 habitants : Chambéry, Aix-les-Bains, Albertville et La Motte-Servolex.
Les évolutions respectives des communes de plus de 5 000 habitants sont présentées dans le tableau ci-après.
| Commune                 | Population(2022) | Variation(2022/2016)                        | Superficie(km2) | Densité(hab./km2) |
| ----------------------- | ---------------- | ------------------------------------------- | --------------- | ----------------- |
| Chambéry                | 60 251           | en évolution de +1,8 % par rapport à 2016   | 20,99           | 2 870,5           |
| Aix-les-Bains           | 32 175           | en évolution de +7,97 % par rapport à 2016  | 12,62           | 2 549,5           |
| Albertville             | 19 706           | en évolution de +3,42 % par rapport à 2016  | 17,54           | 1 123,5           |
| La Motte-Servolex       | 12 167           | en évolution de +4,17 % par rapport à 2016  | 29,85           | 407,6             |
| La Ravoire              | 9 154            | en évolution de +7,92 % par rapport à 2016  | 6,82            | 1 342,2           |
| Saint-Jean-de-Maurienne | 7 524            | en évolution de −3,46 % par rapport à 2016  | 11,51           | 653,7             |
| Bourg-Saint-Maurice     | 7 228            | en évolution de −0,51 % par rapport à 2016  | 179,07          | 40,4              |
| Ugine                   | 7 162            | en évolution de +1,37 % par rapport à 2016  | 57,36           | 124,9             |
| Cognin                  | 6 729            | en évolution de +9,52 % par rapport à 2016  | 4,48            | 1 502             |
| Saint-Alban-Leysse      | 6 589            | en évolution de +11,85 % par rapport à 2016 | 8,4             | 784,4             |
| Entrelacs               | 6 465            | en évolution de +6,14 % par rapport à 2016  | 51,9            | 124,6             |
| Challes-les-Eaux        | 5 626            | en évolution de +3 % par rapport à 2016     | 5,65            | 995,8             |
| Barberaz                | 5 246            | en évolution de +12,91 % par rapport à 2016 | 3,79            | 1 384,2           |
| Bassens                 | 5 118            | en évolution de +18,86 % par rapport à 2016 | 3,11            | 1 645,7           |
| Source : Insee.         |                  |                                             |                 |                   |

Si près de la moitié des communes comptent moins de 500 habitants résidents à l'année, beaucoup d'entre elles sont situées dans les domaines skiables et voient leur population non-résidente augmenter parfois sensiblement durant les saisons touristiques, en particulier durant la saison hivernale du fait du très important nombre de stations de sports d'hiver dans le département (60 stations).

## Structures des variations de population

### Soldes naturels et migratoires depuis 1968
| Indicateurs démographiques                       | 1968 à1975 | 1975 à1982 | 1982 à1990 | 1990 à1999 | 1999 à2010 | 2010 à2015 | 2015 à2021 |
| ------------------------------------------------ | ---------- | ---------- | ---------- | ---------- | ---------- | ---------- | ---------- |
| Variation annuelle moyenne de la population en % | 0,8        | 0,8        | 0,9        | 0,8        | 1,0        | 0,6        | 0,5        |
| - due au solde naturel en %                      | 0,5        | 0,4        | 0,4        | 0,4        | 0,4        | 0,4        | 0,1        |
| - due au solde apparent des entrées sorties en % | 0,2        | 0,5        | 0,5        | 0,4        | 0,6        | 0,3        | 0,4        |
| Taux de natalité en ‰                            | 16,1       | 13,7       | 13,2       | 12,4       | 12,2       | 11,6       | 10,3       |
| Taux de mortalité en ‰                           | 10,7       | 9,9        | 9,3        | 8,6        | 8,2        | 8,0        | 9,1        |
| Source : Insee.                                  |            |            |            |            |            |            |            |

### Mouvements naturels sur la période 2014-2022
En 2014, 4 798 naissances ont été dénombrées contre 3 334 décès. Le nombre annuel des naissances a diminué depuis cette date, passant à 4 272 en 2022, indépendamment à une augmentation, mais relativement faible, du nombre de décès, avec 4 193 en 2022. Le solde naturel est ainsi positif et diminue, passant de 1 464 à 79.
Pour des raisons techniques, il est temporairement impossible d'afficher le graphique qui aurait dû être présenté ici.

## Densité de population
En 2021, la densité était de 73,4 hab./km2.
| 1968 |  | 47.9 |  |

| 1975 |  | 50.6 |  |

| 1982 |  | 53.7 |  |

| 1990 |  | 57.8 |  |

| 1999 |  | 61.9 |  |

| 2010 |  | 68.8 |  |

| 2015 |  | 71.0 |  |

| 2021 |  | 73.4 |  |

## Répartition par sexes et tranches d'âges
La population du département est plus âgée qu'au niveau national.
En 2021, le taux de personnes d'un âge inférieur à 30 ans s'élève à 33,1 %, soit en dessous de la moyenne nationale (35,1 %). À l'inverse, le taux de personnes d'âge supérieur à 60 ans est de 27,6 % la même année, alors qu'il est de 26,6 % au niveau national.
En 2021, le département comptait 217 033 hommes pour 225 435 femmes, soit un taux de 50,95 % de femmes, légèrement inférieur au taux national (51,61 %).
Les pyramides des âges du département et de la France s'établissent comme suit.
| Hommes | Classe d’âge | Femmes |
| ------ | ------------ | ------ |
| 0,7    | 90 ou +      | 2      |
| 7,2    | 75-89 ans    | 9,9    |
| 17,1   | 60-74 ans    | 18     |
| 21,1   | 45-59 ans    | 20,4   |
| 18,9   | 30-44 ans    | 18,4   |
| 17,2   | 15-29 ans    | 15,1   |
| 17,7   | 0-14 ans     | 16,2   |

| Hommes | Classe d’âge | Femmes |
| ------ | ------------ | ------ |
| 0,7    | 90 ou +      | 1,9    |
| 7,0    | 75-89 ans    | 9,5    |
| 16,6   | 60-74 ans    | 17,5   |
| 20,0   | 45-59 ans    | 19,5   |
| 18,8   | 30-44 ans    | 18,3   |
| 18,3   | 15-29 ans    | 16,7   |
| 18,6   | 0-14 ans     | 16,7   |

## Répartition par catégories socioprofessionnelles
La catégorie socioprofessionnelle des professions intermédiaires est surreprésentée par rapport au niveau national. Avec 16,5 % en 2021, elle est 2,1 points au-dessus du taux national (14,4 %). La catégorie socioprofessionnelle des autres personnes sans activité professionnelle est quant à elle sous-représentée par rapport au niveau national. Avec 13,7 % en 2021, elle est 3,3 points en dessous du taux national (17 %).
| Catégorie socioprofessionnelle                    | 2015    | 2015 | 2021    | 2021 | Détails de l'année 2021 | Détails de l'année 2021 | Détails de l'année 2021            | Détails de l'année 2021            | Détails de l'année 2021            |
| Catégorie socioprofessionnelle                    | Nb      | %    | Nb      | %    | Hommes                  | Femmes                  | Part en % de la population âgée de | Part en % de la population âgée de | Part en % de la population âgée de |
| Catégorie socioprofessionnelle                    | Nb      | %    | Nb      | %    | Hommes                  | Femmes                  | 15 à 24 ans                        | 25 à 54 ans                        | 55 ans ou +                        |
| ------------------------------------------------- | ------- | ---- | ------- | ---- | ----------------------- | ----------------------- | ---------------------------------- | ---------------------------------- | ---------------------------------- |
| Agriculteurs exploitants                          | 2 144   | 0,6  | 2 207   | 0,6  | 1 651                   | 556                     | 0,2                                | 0,9                                | 0,4                                |
| Artisans, commerçants, chefs d'entreprise         | 16 426  | 4,7  | 17 463  | 4,7  | 12 001                  | 5 462                   | 1,0                                | 7,6                                | 2,9                                |
| Cadres et professions intellectuelles supérieures | 27 384  | 7,8  | 31 653  | 8,6  | 17 961                  | 13 692                  | 1,6                                | 14,7                               | 4,2                                |
| Professions intermédiaires                        | 57 347  | 16,3 | 60 690  | 16,5 | 29 170                  | 31 520                  | 10,5                               | 27,6                               | 6,3                                |
| Employés                                          | 58 532  | 16,6 | 56 862  | 15,5 | 13 395                  | 43 467                  | 15,9                               | 23,4                               | 6,7                                |
| Ouvriers                                          | 46 133  | 13,1 | 45 219  | 12,3 | 36 335                  | 8 885                   | 15,2                               | 18,5                               | 4,6                                |
| Retraités                                         | 97 007  | 27,6 | 103 468 | 28,1 | 48 265                  | 55 203                  | 0,0                                | 0,2                                | 67,6                               |
| Autres personnes sans activité professionnelle    | 46 994  | 13,4 | 50 328  | 13,7 | 20 127                  | 30 201                  | 55,6                               | 7,1                                | 7,3                                |
| Ensemble                                          | 351 966 | 100  | 367 890 | 100  | 178 904                 | 188 987                 | 100                                | 100                                | 100                                |
| Sources : Insee,.                                 |         |      |         |      |                         |                         |                                    |                                    |                                    |